# Baroreceptor
Baroreceptorer (tryckreceptorer, sträckreceptorer) är en typ av mekanoreceptorer som indirekt känner av blodtrycket. Dessa finns lokaliserade i karotisbulben halspulsådern (sinus caroticus) och i aortabågen (arcus aortae).
Baroreceptorerna sitter i kärlväggen, och reagerar på förändringar i blodtrycket genom att känna av sträckningen i kärlväggen. Från dessa receptorer går signaler via nerver in i cirkulationscentrum i hjärnstammen. 
Detta gör att kroppen väldigt snabbt kan reagera på snabba eller akuta blodtrycksförändringar, exempelvis vid hastigt uppresning.
De baroreceptorer som sitter i karotisbulben kommer inte att stimuleras vid blodtryck under 50 till 60 mmHg, men över detta kommer de att progressivt öka signaleringen till höjning av blodtrycket.

## Baroreceptorreflexen[2]

Översiktsbild över blodtrycksregleringen. Baroreceptorerna känner av tryckförändringar, vilket leder till ökad stimulans till solitärkärnan/NTS. Därifrån skickas signaler till olika områden, som reglerar blodtrycket främst genom att hämma sympatiska preganglion, samt genom ökad parasympatisk stimulans av hjärtat. Om ingen inhiberande stimulans ligger på kommer rostrala vasopressorarean att öka mängden sympatisk stimulering.

Viktigt att ha med sig innan man går in i hur baroreceptorreflexen fungerar är att blodtrycket kan beräknas med följande formel: 
Blodtryck = hjärtminutvolymen * perifer blodkärlsresistans
Blodtrycket kan således höjas genom att öka hjärtminutvolymen och/eller öka den perifera resistansen (genom att kontrahera arteriolerna). 
Andelen signaler som går från baroreceptorerna är proportinellt med hur mycket kärlväggen sträcks, vid en stor sträckning kommer fler signaler skickas och vid en liten sträckning kommer färre signaler skickas. 
Signalerna går via n. glossopharyngeus (kranialnerv IX) och n. vagus (kranialnerv X) för karotisbulben och aortabågen, respektive. 
Dessa nerver går in i förlängda märgen (medulla oblongata) vidare till cirkulationscentret, nucleus tractus solitarii (NTS). NTS fungerar som en vidarkopplingsstation för ett flertal funktioner, och alla signaler som skickas till detta område kommer att skickas vidare. I detta fall kommer det går ett inhiberande neuron till vasomotoriska arean och ett stimulerande till kardioinhibitarirska arean (‘‘nucleus ambiguus’’ och ‘‘nucleus motorius dorsalis nervi vagi’’). 
I det vasomotoriska arean finns ett område, C1, som i sig själv ger en viss kärlkontraktion, till dessa går det som sagt inhiberande neuron från NTS. Så genom att skicka olika mycket inhiberande signaler kommer NTS indirekt att bestämma hur mycket C1 ska kontrahera kärlen. Många signaler kommer att göra att kärlen kontraheras mindre, och få signaler gör att C1 kan kontrahera kärlen mera. Denna area har således hand om kärldelen av blodtrycksregleringen. 
Kardioinhibitoriska arean kommer som namnet antyder att sakta ner hjärtat, en ökad stimulering av denna area ger en minskad hjärtfrekvens. Sänkningen görs via ett ökat parasympatikus påslag. 

### Vid högt blodtryck
Det skickas fler signaler från baroreceptorerna då det blir en högre sträckning i kärlväggen på grund av det högre blodtrycket. Fler signaler kopplas om via NTS, vilket ökar signalering till caudala vasodepressorarean, som hämmar den vasomotoriska arean ytterligare vilket bland annat vidgar arteriolerna så att mer blod flyter i de perifera kärlen. Fler signaler kommer även gå från NTS till kardioinhibitoriska arean och ge ett ökat påslag i parasympatiska systemet och därigenom en lägre hjärtfrekvens.
Dessa båda saker sammantaget ger en sänkning i blodtryck.

### Vid lågt blodtryck
Vid lågt blodtryck kommer istället färre signaler skickas från baroreceptorerna på grund av den lägre sträckningen i kärlväggen som det lägre blodtrycket ger. Detta ger färre signaler som kopplas om i NTS, färre inhiberande signaler når vasomotoriska arean, så att artäriolerna drar ihop sig,  vilket ger en ökad perifer resistans. Färre signaler går även till den kardioinhibitoriska arean och ger ett mindre parasympatikus påslag och hjärtfrekvensen ökar.

### Ansträngning
Vid anstränging kommer hjärtminutvolymen att öka, vilket borde leda till ökad baroreceptorreflex. Afferenta nerver från skelettmuskulaturen kommer dock att registrera den ökade aktiviteten vid ansträngning, och inhibera aktiviteten i den kardioinhibitoriska arean. Detta kommer att ställa om baroreceptorreflexen, så att den verkar inom ett högre tryckintervall.